# Stanisław Bobiatyński
Stanisław Bobiatyński (ur. 28 lipca 1887 w Wilnie, zm. ?) – polski lekarz, podpułkownik piechoty Wojska Polskiego, kawaler Orderu Virtuti Militari.

## Życiorys
Syn Eugeniusza i Wandy z Rossochackich . Ukończył gimnazjum w Wilnie. Dyplom lekarski uzyskał na Uniwersytecie Moskiewskim. Krótko po uzyskaniu dyplomu, w 1909, został aresztowany za udział w spisku. Po pięciu miesiącach więzienia, został skazany na 5 lat zsyłki do Guberni Archangielskiej. Uciekł stamtąd w 1911 i przedostał się do Krakowa. Tam pracował w Klinice Chirurgicznej Uniwersytetu Jagiellońskiego i dwa razy odbył staż, w Lozannie i Genewie. Kiedy car ogłosił amnestię wrócił do rodzinnego Wilna i prowadził praktykę lekarską. W 1914 wstąpił na ochotnika do Armii Imperium Rosyjskiego i został przydzielony do szpitala polowego na stanowisko lekarza. Następnie walczył jako młodszy lekarz 2 Brygady Artylerii Ciężkiej. W sierpniu 1915 został ranny. W grudniu 1916 został przeniesiony do Brygady Strzelców Polskich, a później do I Korpusu Polskiego w Rosji. Jako lekarz uczestniczył w walkach II batalionu 2 i 6 pułku strzelców polskich oraz 3 pułku ułanów. W czasie tych walk uległ zatruciu gazami oraz odznaczył się. Po demobilizacji korpusu powrócił do Wilna. 
W 1918, po powrocie do Wilna, był jednym z najbardziej aktywnych członków Związku Wojskowych Polaków. 10 listopada objął funkcję podinspektora Samoobrony Litwy i Białorusi. W styczniu 1919 wziął udział w walkach o Wilno, a następnie wycofał się na czele oddziału Samoobrony do Ostrowi Mazowieckiej, gdzie objął dowództwo batalionu w organizującym się Pułku Strzelców Wileńskich, późniejszym 85 pułku Strzelców Wileńskich. 25 stycznia 1919 został mianowany majorem.

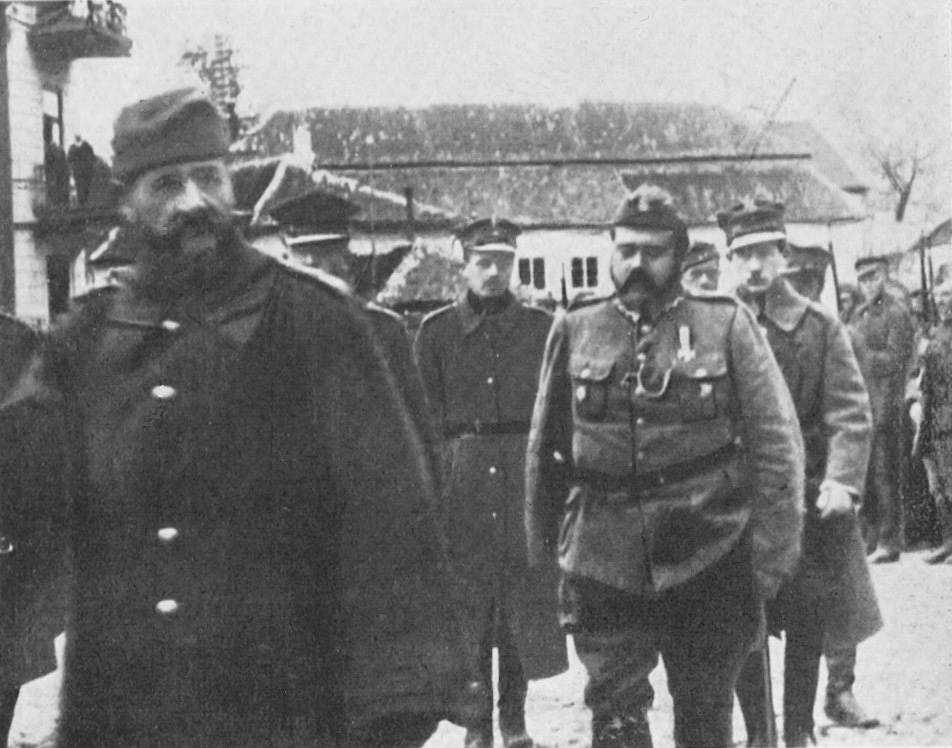
Wkroczenie do Wilna – gen. Lucjan Żeligowski z komendantem miasta mjr Stanisławem Bobiatyńskim

W okresie od 3 czerwca do 7 lipca 1919 oraz od 4 listopada 1919 do 9 października 1920 i do 10 listopada 1922 dowodził pułkiem Strzelców Wileńskich. Na czele pułku walczył nad Szczarą, Baranowiczami, Słuckiem, Leplem, Czernicą oraz w bitwie warszawskiej, w której został ranny, i w bitwie nad Niemnem. W końcu wziął udział w tzw. buncie gen. Żeligowskiego. 15 lipca 1920 został zatwierdzony z dniem 1 kwietnia 1920 w stopniu majora, w piechocie, „w grupie oficerów byłych Korpusów Wschodnich i byłej armii rosyjskiej”.
Z dniem 10 listopada 1922 został zwolniony ze stanowiska dowódcy 85 pp i odkomenderowany do Komendy Obozu Warownego „Wilno”. Pełnił służbę na stanowisku zastępcy komendanta obozu. W tym samym roku został zweryfikowany w stopniu majora ze starszeństwem z dniem 1 czerwca 1919 w korpusie oficerów rezerwowych piechoty, przydzielony w rezerwie do 85 pp i pozostawiony w służbie czynnej. 23 sierpnia 1924 został przemianowany z dniem 1 lipca 1924 na oficera zawodowego w stopniu majora ze starszeństwem z dniem 1 lipca 1919 i 1. lokatą w korpusie oficerów piechoty. Pełnił wówczas służbę w 85 pp.
3 maja 1926 został mianowany podpułkownikiem ze starszeństwem z dniem 1 lipca 1925 i 13. lokatą w korpusie oficerów piechoty. W maju 1926 został komendantem miasta Wilna. W lutym 1928 został przeniesiony w stan spoczynku. Po zakończeniu służby wojskowej pozostał w rodzinnym Wilnie. W 1934, jako podpułkownik stanu spoczynku piechoty, pozostawał w ewidencji Powiatowej Komendy Uzupełnień Wilno Miasto. Posiadał przydział do Oficerskiej Kadry Okręgowej Nr III. Był wówczas „w dyspozycji dowódcy Okręgu Korpusu Nr III”.
Z relacji Aleksandra Meysztowicza wynika, że pułkownik Bobiatyński po kampanii wrześniowej 1939 został internowany na Litwie i osadzony razem z pułkownikiem Jerzym Dąbrowskim. 14 kwietnia 1940 został zwolniony z internowania. Ukrywał się, według niepotwierdzonych informacji, w majątku swojej siostry Jadwigi Wnukowskiej w Jogalinie na Litwie Kowieńskiej. Tam po ataku Niemiec na ZSRR w 1941 podobno został wytropiony i rozstrzelany przez Niemców.

## Ordery i odznaczenia
- Krzyż Srebrny Orderu Wojskowego Virtuti Militari nr 2708[2] – 15 marca 1921[19]
- Krzyż Niepodległości[20]
- Krzyż Walecznych czterokrotnie[20] – „za czyny męstwa i odwagi wykazane w bojach toczonych w latach 1918–1921”
- Złoty Krzyż Zasługi – 9 listopada 1929[21][20]
- Srebrny Krzyż Zasługi – 15 grudnia 1925[22][20]
- Krzyż Zasługi Wojsk Litwy Środkowej[20]
- Medal Pamiątkowy za Wojnę 1918–1921
- Medal Dziesięciolecia Odzyskanej Niepodległości
- Odznaka za Rany i Kontuzje
- Medal Zwycięstwa („Médaille Interalliée”) – 1925[23]